# Tomsk
Tomsk (tiếng Nga: Томск) là một thành phố nằm trên sông Tom ở phía tây nam của Vùng liên bang Siberi, Nga, trung tâm hành chính của tỉnh Tomsk. Đây là một trong những thị trấn lâu đời nhất ở Siberia, Tomsk tổ chức kỷ niệm thành lập lần thứ 400 năm 2004. Dân số: 521.635 (ước tính 2009); 487.838 (điều tra dân số 2002); 501.963 (điều tra dân số 1989). Thành phố được liên kết bởi sân bay Bogashevo.

## Giáo dục
Theo thống kê năm 2013, thành phố Tomsk hiện có 8 cơ sở đào tạo bậc đại học, trong đó có 6 trường đại học công lập và 2 trường đại học ngoài công lập.
Các trường đại học công lập:
- Trường Đại học Tổng hợp Nghiên cứu Quốc gia Tomsk (Национальный исследовательский Томский государственный университет);
- Trường Đai học Tổng hợp Nghiên cứu Bách khoa Tomsk (Национальный исследовательский Томский политехнический университет);
- Trường Đại học Y khoa Seberia (Сибирский государственный медицинский университет);
- Trường Đại học Hệ thống điều khiển và Điện tử vô tuyến Tomsk (Томский государственный университет систем управления и радиоэлектроники);
- Trường Đại học Sư phạm Quốc gia Tomsk (Томский государственный педагогический университет);
- Trường Đại học Kiến trúc - Xây dựng Quốc gia Tomsk (Томский государственный архитектурно-строительный университет).

Các trường đại học ngoài công lập:
- Trường Đại học Kinh tế - Luật Tomsk
- Trường Kinh doanh Tomsk

Vào năm 1896, trường đại học bách khoa đầu tiên ở Siberia đã được thành lập tại Tomsk. Ở những thập niên 40 của thế kỉ 20, Tomsk đã trở thành một trong những cơ sở giáo dục nổi tiếng của nước Nga. Ngày nay, sinh viên chiếm 1/5 dân số của thành phố -115.000 người

## Văn hóa

## Liên kết
- Information, map of Tomsk
- Tomsk City Administration Lưu trữ ngày 28 tháng 11 năm 2020 tại Wayback Machine
- Fotoalbum to the 400th anniversary of Tomsk
- The Pictures of Tomsk on Flickr.com
- Tomsk Site Catalog Lưu trữ ngày 11 tháng 1 năm 2011 tại Wayback Machine
- T-sk.ru Tomsk Search Engine
- Tomsk webcams Lưu trữ ngày 28 tháng 3 năm 2010 tại Wayback Machine
- Pictures of Tomsk (comments in French) Lưu trữ ngày 24 tháng 7 năm 2011 tại Wayback Machine